# Nellimarla
Nellimarla es una ciudad censal situada en el distrito de Vizianagaram en el estado de Andhra Pradesh (India). Su población es de 20498 habitantes (2011). Se encuentra a 6 km de Vizianagaram .

## Demografía
Según el censo de 2011 la población de Nellimarla era de 20498 habitantes, de los cuales 9677 eran hombres y 10821 eran mujeres. Nellimarla tiene una tasa media de alfabetización del 72,66%, superior a la media estatal del 67,02%: la alfabetización masculina es del 79,53%, y la alfabetización femenina del 66,61%.